# Gebäudeleittechnik
Der Begriff Gebäudeleittechnik (GLT) wird in zweierlei Weise verwendet:
- Im weiteren Sinne zur Bezeichnung der gesamten automatisierungstechnischen Instrumentarisierung mit einem Bezug zur Technischen Gebäudeausrüstung:

Die Gebäudeleittechnik ist ein Bestandteil der Gebäudeautomation, welche in drei Ebenen unterteilt wird. Die Feldebene, die Automationsebene und die Managementebene. Die GLT befindet sich auf der obersten Ebene, der Managementebene.
- Im engeren, gebräuchlicheren Sinne der genutzten Software:

Als Gebäudeleittechnik (GLT) wird die Software bezeichnet, mit der Gebäude überwacht und gesteuert werden. Die Software läuft in der Regel auf einem Server und wird vom Hersteller der Gebäudeautomatisierungstechnik / Direct-Digital-Control-Gebäudeautomation (DDC-GA) geliefert. Es gibt einige wenige herstellerunabhängige GLT-Systeme. Diese kommunizieren mit den DDCs in den Gebäuden über geeignete Schnittstellen wie OLE for Process Control (OPC) oder Building Automation and Control Networks (BACnet) mit ihren jeweiligen Vor- und Nachteilen. Darüber hinaus beherrschen einige dieser neutralen Systeme auch proprietäre Protokolle.

## Administratives vs. Technisches Management
Als Computer-Aided Facility Management (CAFM) wird die Unterstützung des administrativen Facilitymanagements durch die Informationstechnik bezeichnet.
Als Gebäudeautomation (GA) bezeichnet man dahingegen die Gesamtheit von Überwachungs-, Steuer-, Regel- und Optimierungseinrichtungen in Gebäuden im Rahmen des technischen Facilitymanagements.
Die im Folgenden beschriebene Management-Ebene und Gebäudeleittechnik (GLT) kann mit Computer-Aided Facility Management Überschneidungen aufweisen oder im Einzelfall identisch sein.

## Aufgaben
Zu den Aufgaben des Leitens im Sinne der DIN EN ISO 16484-3 gehören u. a. die Funktionen Überwachen, Befehlen, Quittieren, Protokollieren, Bilanzieren, Auswerten, Statistik, Dokumentieren, Datensicherung, Ereignisverarbeitung/Alarmierung, übergeordnetes Bedienen und Beobachten, Parametrieren und Archivieren (im Sinne von Energie- und Kostenmanagement).
Die GLT-Software dient der Visualisierung der technischen Vorgänge innerhalb des Gebäudes. Sie sammelt die Daten der Regler oder DDC-Unterstationen (direct digital control) im Gebäude über Feldbus ein (Feldebene) und bildet die Daten in einer dem Nutzer verständlichen Art und Weise graphisch ab. Die Gebäudeleittechnik dient als Nutzerinterface zur Gebäudeautomationstechnik (Managementebene).
Die eigentliche Steuerung des Gebäudes erfolgt durch die im Gebäude verteilten DDC-Unterstationen, die direkt die Steuerungs- und Regelungsaufgaben im Bereich der Heizungs-, Lüftungs- und Lichtsteuerungen übernehmen.
In der GLT werden die laufenden Prozessdaten des Gebäudes geloggt. Der Einsatz von Gebäudeleittechnik reduziert sich nicht nur auf das Management von einzelnen Gebäuden. Abhängig vom eingesetzten Hersteller sind diese Systeme auch in der Lage abgesetzte, d. h. über Modem oder Internetprotokoll angebundene Anlagen zu überwachen und zu steuern.
Als Daten, die aufgezeichnet und archiviert werden, gelten z. B.
- Betriebszustände von Anlagenteilen
  - Motoren
  - Lüftungsklappen
  - Ventile
  - Störmeldungen
  - Schalterstellungen

- Direkte Messwerte
  - Temperatur
  - Druck
  - relative oder absolute Feuchte
  - Enthalpie
  - externe Sollwerte
  - Verbrauchszählerstände

Neben der Erfassung und Auswertung der Prozessdaten die über die DDC-Anlagen in die GLT kommen, werden weitere, in der Regel eigenständige Systeme, eingebunden. Dazu gehören unter anderem:
- Brandmeldeanlagen / Brandmelderzentralen
  - Diese Brandmelderzentralen (BMZ) sind zum Teil direkt über verschiedene Kommunikationswege (seriell, Ethernet, RS485) mit der GLT verbunden. Die Auslösung eines Brandmelders wird in der BMZ gemeldet und einer Gruppe zugeordnet, die auf Hardware-Eingänge der DDC abgebildet werden und zur Abschaltung von Anlagenteilen ausgewertet wird. Diese DDC Eingänge werden auf der GLT abgebildet und protokolliert.

- Zugangskontrollsysteme
  - Zugangskontrollsysteme sind in der Regel eigenständige Systeme die jedoch auch mit dem GLT-System in Kontakt stehen. So ist es z. B. möglich im GLT-System sofort darauf zu reagieren wenn sich jemand Zugang zu sensiblen Bereichen verschafft.
- Verschattungseinrichtungen sind häufig ebenfalls eigenständige Systeme

## Betriebstechnik – Störungsmanagement und Reparatur
In einer Gebäudeleittechnik besteht die Möglichkeit, beliebige technische Ereignisse wie der Ausfall von einem Aggregat, Unter- oder Überschreitung von Grenzwerten oder Zeitreaktionen als Störmeldung in verschiedenen Kategorien weiterzuverarbeiten. Meist werden Störmeldekategorien festgelegt (Wartungen, Alarme, Störungen), die sich in erster Linie durch die einzuhaltenden Reaktionszeiten und Prioritäten unterscheiden. Niedrigere Prioritäten wie das Auslösen einer Filterüberwachung erfordern kein sofortiges Eingreifen, wohingegen die höchste Priorität, welche sofortiges Eingreifen erfordert (wie z. B. die Störung eines Frequenzumrichters) an eine Leitwarte mit 24 Stunden Rufbereitschaft weitergegeben wird. Die klassische Aufgabe der betriebstechnischen Abteilung ist die Reaktion auf Störmeldungen und die Einleitung von Reparatur und Wiederherstellung der Funktion. Die meisten Aufgaben sind zeitlich sehr kurzfristig zu bearbeiten, der Anteil an strategischen Arbeiten ist gering.

## Energiemanagement – Parameteroptimierung und Energieeinsparung
Für die langfristige Beobachtung der Anlagenfahrweise bietet eine GLT meist eine Anbindung an eine Datenbank mit einer Langzeitarchivierung der Daten an. Mit häufig zusätzlichen Visualisierungsprogrammen können Lastgänge oder Temperaturverläufe zu Berichten zusammengefasst und analysiert werden. Normalerweise ergibt diese Darstellung in der GLT überhaupt erst die Möglichkeit, kompliziertere technische Anlagen und regelungstechnische Prozesse zu überwachen und optimiert angepasst betreiben zu können. Gerade durch die einfache Darstellung, zum Beispiel der Absenktemperaturen nachts und außerhalb der Nutzungszeiten, ist eine effektive und genaue Analyse auch für weniger fachlich geschultes Personal in kleineren Organisationen möglich. Ziel dieser Vorgehensweise ist die Minimierung der Betriebskosten. Damit ist die Gebäudeleittechnik ein fester Bestandteil des modernen technischen Facilitymanagements.

## Normen - Vorschriften
Eine gute Gebäudeleittechnik ist heute (2016) unerlässlich um die wachsenden Aufgaben der Gebäudeautomation zu erfüllen. So ist es technisch möglich z. B. Lüftungsanlagen in Hannover von München aus in Echtzeit zu steuern und zu überwachen. Um dies umsetzen zu können, müssen die ferngesteuerten Anlagen nach der Richtlinie 2006/42/EG (Maschinenrichtlinie) errichtet sein.
Die Steuerung der Maschine vor Ort muss die EN 60204 erfüllen, und so konstruiert sowie gebaut sein, dass bei einer Fehlbedienung oder bei Arbeiten an der Anlage niemand gefährdet wird.
- 42/2006 MRL Maschinenrichtlinie
- EN 60204 Steuerungen von Maschinen
- Gefährdungsbeurteilung muss erstellt werden.